# En tránsito (película)
En tránsito (en francés, Tombés du ciel) es una película cómica francesa de 1993 dirigida por Philippe Lioret. La película habla sobre un hombre que pierde su pasaporte y pierde un par de días en el aeropuerto de Paris, donde se encuentra con diferentes en parecidas circunstancias. La película gana el Gran Premio del Festiva Internacional de Cine fantástico de Yubari el febrero de 1995. La película está inspirada en los pensamientos de Mehran Karimi Nasseri.

## Reparto
- Jean Rochefort como Arturo Conti
- Marisa Paredes como Suzana, Arturo's wife
- Ticky Holgado como Serge
- Laura del Sol como Angela
- Sotigui Kouyaté como Knak
- Ismaïla Meite como Zola
- Jean-Louis Richard como Monsieur Armanet
- José Artur como kiosquero
- Olivier Saladin como propietario de restaurante
- Philippe Duquesne como C.R.S.
- François Morel como Policía
- Claude Derepp como Bébert, policia
- Jacques Mathou como policía
- Christian Sinniger como Policía
- Yves Osmu como policía
- Dimitri Radochevitch como conductor de autobús
- Pierre LaPlace como Inspector

## Premios y distinciones
Festival Internacional de Cine de Venecia
| Año  | Categoría                         | Película        | Resultado |
| ---- | --------------------------------- | --------------- | --------- |
| 1993 | Concha de Plata al mejor Director | Philippe Lioret | Ganador   |
| 1993 | Premio OCIC                       | -               | Ganador   |